# 面纱

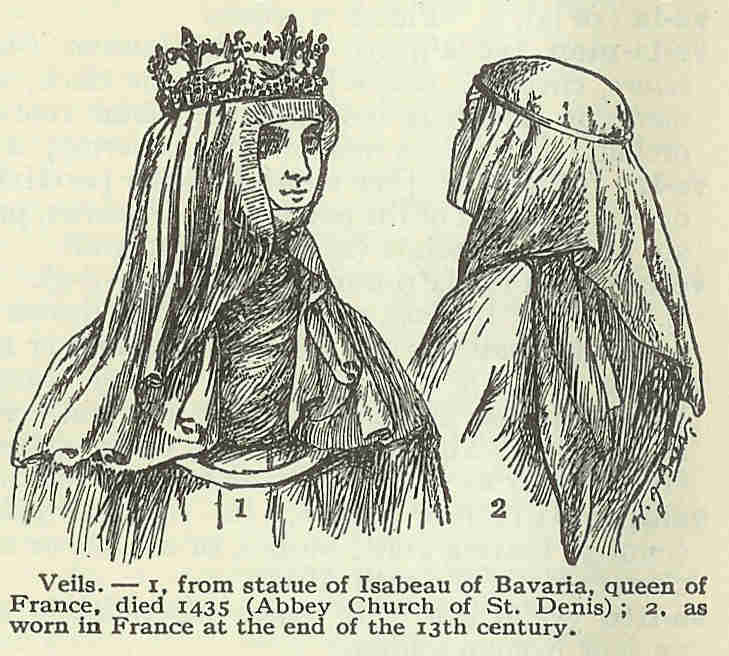
法國王后巴伐利亚的伊萨博穿戴面紗

面纱是一种用来覆盖头部或脸部某一部分的服饰或悬挂布，或者是具有一定象征意义的物品。在欧洲、亚洲和非洲社会，面纱具有悠久的历史。这一做法在犹太教、基督教和伊斯兰教中以不同形式显著存在。面纱的使用尤其与女性和神圣物品相关，虽然在一些文化中，男性而不是女性被期望戴面纱。除了持久的宗教意义，面纱在一些现代世俗环境中仍然发挥着作用，如婚礼习俗。